# Apito Dourado

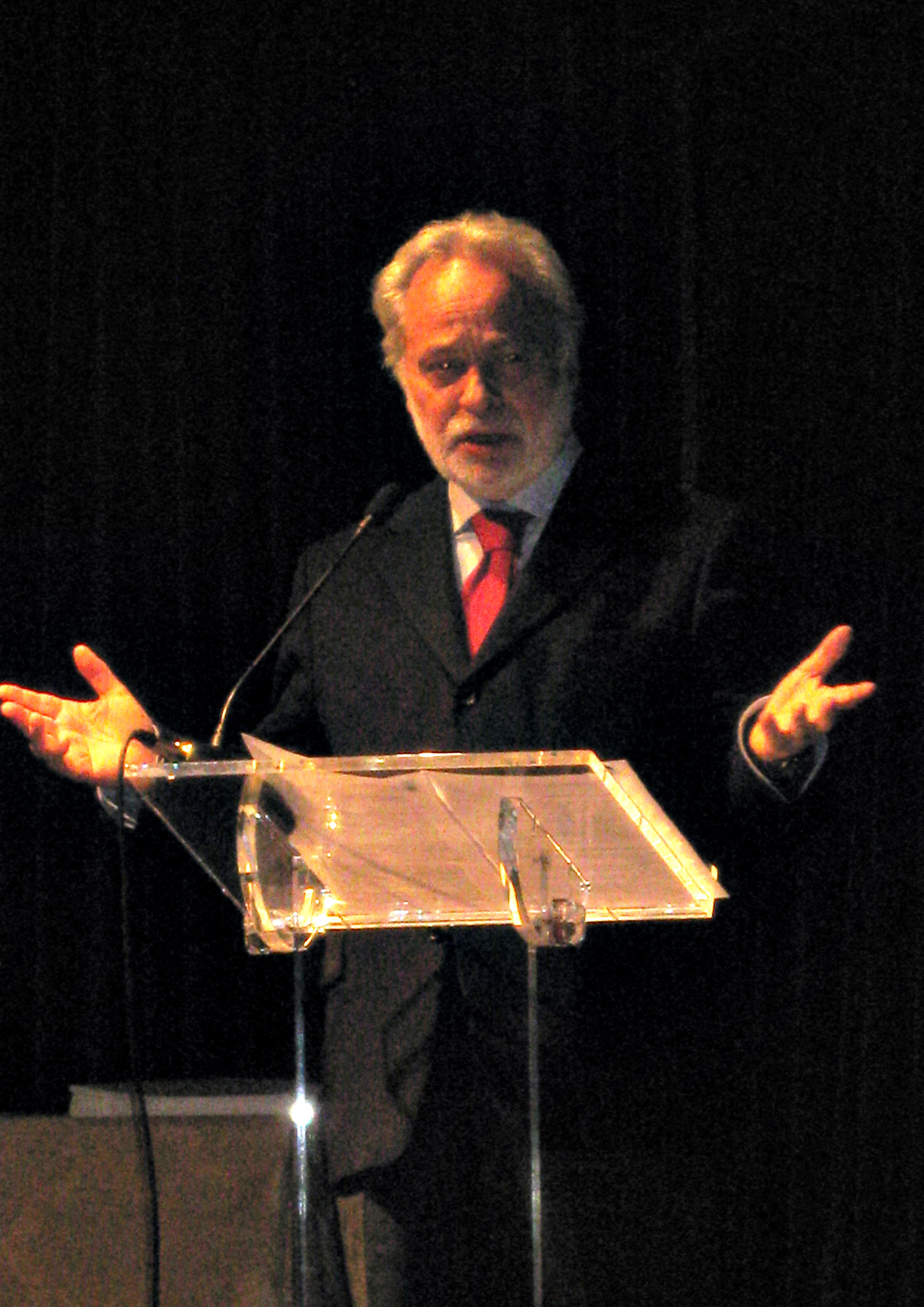
Валентим Лоурейру — один из главных фигурантов скандала

Дело Apito Dourado (с порт. — «Золотой свисток») — коррупционный спортивный скандал в португальском футболе, который имел место в 2004 году. Следователи португальской Судебной полиции назвали в качестве подозреваемых в коррупции несколько футбольных личностей, им инкриминировали в частности попытку подкупа судей. Среди подозреваемых был Жорже Нуну Пинту да Кошта, президент «Порту», а также бывший президент «Боавишты» и Португальской лиги профессионального футбола, Валентим Лоурейру. Тем не менее, большую роль в деле сыграли судьи и клубы низших лиг (вместе с чиновниками): «Соусенсе» и «Гондомар».
В декабре 2006 года бывший партнер Пинту да Кошты, Каролина Салгаду, опубликовал книгу «Eu, Carolina» (рус. «Я, Каролина»), где высказал в его адрес серьёзные обвинения. Пинту да Кошта назвал эти обвинения «абсурдными» и сказал, что обратится с ними в суд. Благодаря книге Салгаду было возобновлено два закрытых дела, в которых фигурировал Пинту да Кошта.
В марте 2008 года уголовный суд Порту решил, что один из этих случаев в отношении матча между «Порту» и «Бейра-Мар», где Пинту да Кошта, якобы, передал конверт с 2500 евро арбитру, будет рассматриваться в судебном порядке. Другим основным случаем с участием «Порту» и Пинту да Кошты был матч между «Порту» и «Эштрела Амадора», где «Порту», якобы, предложил проституток арбитру матча. Дело было закрыто во второй раз в июне 2008 года, а главного свидетеля, Салгаду, обвинили в даче ложных показаний.
В июле 2008 года Валентим Лоурейру был признан виновным в превышении должностных полномочий, но не виновным в коррупции. Он был приговорён к трём годам и двум месяцам условного тюремного заключения.
В 2008 году Дисциплинарный комитет португальской лиги, который завёл параллельное дело под названием «Apito Final» (рус. Финальный свисток), приговорил Пинту да Кошту к двум годам дисквалификации. С «Порту» было снято 6 очков в чемпионате за покушение на дачу взятки, однако это не помешало клубу завоевать чемпионский титул; «Боавишта» была приговорена к понижению в классе за взяточничество и давление на рефери; «Униан Лейрия» лишилась трёх очков, а её президент, Жоао Бартоломеу, был приговорён к годичной дисквалификации.
Многие записи дела «Apito Dourado» по-прежнему доступны на YouTube.

## Хронология
20 апреля 2004 года была проведена операция «Apito Dourado», которая привела к аресту 16 человек, в том числе должностных лиц клубов и судей. Среди них были президент Португальской лиги профессионального футбола и мэр Гондомара, Валентим Лоурейро, тогдашний председатель судейского совета Жозе Антониу Пинту де Соуза и тогдашний президент «Гондомара», Жозе Луиш Оливейра.
2 декабря судебная полиция должна была провести обыск дома Пинту да Кошты, но президент «Порту», как ранее сообщил источник судебной полиции, заранее замёл следы. На следующий день Пинту да Кошта добровольно явился в суд Гондомара на допрос и был выпущен под залог 200 тысяч евро.
20 апреля 2005 года было закрыто «фруктовое дело», названное так потому, что слово «фрукт» (кодовое название проституток) употреблялось в записанных телефонных разговорах с участием президента «Порту» Пинту да Кошты, который предлагал проституток рефери Жасинту Пайшао перед матчем между «Порту» и «Эштрела Амадора».
В январе 2006 года дело «Apito Dourado» рассматривалось в Гондомаре, прокуратура предъявила обвинения 27 людям, в том числе Валентиму Лоурейру, Жозе Оливейре и Пинту де Соузе.
К декабрю Каролина Салгаду, бывший партнёр Пинту да Кошты, опубликовала книгу «Eu, Carolina», в которой подала новые данные о деле, в основном о ситуациях с коррупцией, уклонением от уплаты налогов, нарушение судебной тайны, нападением, лжесвидетельством и препятствованием правосудию. Это побудило суд возобновить несколько судебных дел.
Судебные дела, связанные с матчами «Порту» — «Эштрела Амадора» и «Бейра-Мар» — «Порту», были вновь открыты в начале 2007 года. Перед первым матчем с участием «Порту», якобы, рефери Жасинту Пайшао предлагали проституток; перед вторым матчем Пинту да Кошта, якобы, передал Аугушту Дуарте (рефери) конверт с 2500 евро для того, чтобы он судил в пользу «Порту». Дело стало известно под названием «конвертное».
В марте 2007 года судебная команда, ответственная за дело «Apito Dourado», объявила, что в стадии реализации были 56 запросов. В июле судья Мария Жозе Моргаду доложила, что были произведены 20 обвинений.
В марте 2008 года «Порту» было осуждено за коррупционные правонарушения в матчах против «Бейра-Мар» и «Эштрела Амадора». По той же причине «Насьонал Фуншал» и «Боавиште» также было предъявлено обвинение в подкупе судей в матчах против «Бенфики» и «Маритиму» и в игре против «Эштрела Амадора» соответственно.
В октябре 2008 года суд зарегистрировал иск против Пинту да Кошты, Аугушту Дуарте, Руя Алвеша и Антониу Араужу относительно матча «Насьонал» — «Бенфика».
В марте прокуратура запросила осуждение Пинту да Кошты, Антониу Араужу и Аугушту Дуарте относительно матча «Порту» — «Бейра-Мар».

## Решение уголовного суда
В июне 2007 года 13 из 24 подозреваемых в Гондомарской части дела, в основном, связанные с футболом низших лиг, были осуждены за коррупцию, злоупотребления властью и влиянием. Валентим Лоурейру был приговорён к трём годам и двум месяцам условного наказания за злоупотребления властью и потерял свой пост мэра Гондомара. Жозе Луиш Оливейра, президент «Гондомара» и заместитель мэра города Гондомар был признан виновным в 25 случаях злоупотребления властью и 10 коррупционных правонарушениях, он был приговорён к трём годам дисквалификации. Пинту де Соуза был признан виновным в 25 случаях злоупотребления властью и также получил три года дисквалификации.
На Жоао Маседу, Антониу Еустакиу, Жорже Сарамагу (все трое судей) был наложен штраф. Суд посчитал доказанным, что все трое из них получили взятки, но это не означает, что судьи нарушили правила игры в футбол. Он также заявил, что было невозможно доказать, в каких ситуациях матча судья действовал предвзято. Ещё восемь обвиняемых были оправданы судом Гондомара.
3 апреля 2009 года Пинту да Кошта был оправдан по всем уголовным обвинениям, связанным с матчем «Бейра-Мар» — «Порту» сезона 2003/04.

## «Apito Final»
В 2007 году Португальская футбольная лига начала процесс, названный «Apito Final». 9 мая 2008 года «Боавишта» была отправлена в Сегунду за взяточничество и давление на рефери, а с «Порту» сняли шесть очков за покушение на дачу взятки. Из-за этого контрольно-дисциплинарный комитет УЕФА отстранил «Порту» от участия в Лиге чемпионов УЕФА 2008/09, но это решение было позднее отменено Апелляционным органом УЕФА, что дало возможность «Порту» принять участие в турнире. Португальская лига также приговорила Пинту да Кошту к двухлетней дисквалификации; Жоао Лоурейру, председателя совета директоров «Боавишты» и сына Валентима Лоурейру, — к четырёхлетней; и Жоао Бартоломеу, президента «Униан Лейрия», — на один год. Пять судей также были дисквалифицированы. Все наказанные клубы (кроме «Порту»), президенты и судьи подали апелляции, тем не менее наказание не помешало «драконам» выиграть титул чемпиона.
В мае 2011 года Центральный административный суд Южной Португалии постановил, что решение снять шесть очков с «Порту» и дисквалифицировать президента клуба является «недействительным». Причём оно было подтверждено в 2008 году на противоречивой встрече, организованной Советом юстиции Федерации футбола Португалии. Суд мотивировал своё постановление тем, что это решение было принято небольшим числом оставшихся советников после того, как президент Совета объявил встречу законченной, без участия президента и вице-президента, отсутствовавших к тому времени. Футбольная федерация Португалии объявила, что будет обжаловать это решение в Верховном суде по административным вопросам.

## Прослушка
При расследовании «Apito Dourado» было записано несколько разговоров между подозреваемыми, многие из них представляют собой переговоры о назначениях судей, их работе и предполагаемых взятках. Однако в судах эти прослушки не считались законными доказательствами, так как они были записаны без необходимой санкции суда. Тем не менее, после оправдательных решений некоторые из них были загружены на YouTube и сразу же было сделано много вирусных копий. Некоторые из самых известных:
- Разговор за час до матча «Порту» — «Эштрела Амадора», который состоялся 24 января 2004 года между президентом «Порту», Пинту да Коштой, и футбольным агентом Антониу Араужу. Араужу просил разрешения Пинту да Кошты, чтобы отправить «фрукты спать с» (якобы, кодовое название проституток) с ЖП (якобы, кодовое название Жасинту Пайшао, судьи матча). Пинту да Кошта сообщил в этом разговоре, что «фрукты» уже были отправлены[14]. Через несколько лет Жасинту Пайшао признался, что регулярно принимал проституток и платные поездки в обмен либо на «помощь» «Порту» (в матче против «Академика Коимбра»), либо на засуживание «Бенфики» (в игре против «Морейренсе»). Жасинту Пайшао сказал, что записал видео-признание на случай, если что-то должно произойти с ним или его семьёй[15][16].
- Беседы между Пинту да Коштой, Антониу Араужу и Аугусту Дуарте (рефери), где трио договоривалось о встрече в доме Пинту да Кошты. Это произошло за два дня до того, как Аугушту Дуарте судил матч между «Порту» и «Бейра-Мар»[17]. Пинту да Кошта заявил, что этот визит был связан с тем, что судья Аугушту Дуарте пришёл за советом семейного плана. То, что встреча состоялась, было доказано в суде; однако не был ясен её мотив, так что обвинение было отклонено.
- Разговор между президентом «Белененсеш», Секейрой Нуньешом, и Пинту де Соузой, президентом судейского совета, который состоялся 24 марта 2004 года. Нуньеш осуждал в Соузу за то, что президент «Насьонала», Руй Алвеш, предлагает проституток судьям матчей своей команды с целью повлиять на результат. За месяц до этого разговора Руй Алвеш пожаловался Антониу Араужу, что «Насьонал» в течение длительного времени не мог выиграть матч, который судил Аугусту Дуарте. Араужу затем попросил разрешения у Руя Алвеша отсудить матч «Насьонала» против «Бенфики». Три дня спустя Араужу позвонил Алвешу, дабы сообщить ему, что всё в порядке[18]. «Насьонал» выиграл матч против «Бенфики» со счётом 3:2.

## Последствия
Дело «Apito Dourado» было громким событием в португальском футболе и попадало на первые страницы спортивных новостных изданий. Пинту да Кошта, самый известный подозреваемый, не был осуждён судом уголовной системы, хотя получил дисквалификацию на два года от Дисциплинарного комитета португальский лиги. «Порту» был оштрафован Дисциплинарным комитетом лиги на шесть очков, что не помешало клубу победить в чемпионате.

 
Несмотря на отсутствие суровых наказаний, скандал серьёзно подорвал репутацию португальского футбола и «Порту» в частности. Сантьяго Сегурола, помощник директора «Marca», заявил в 2008 году: 
Страшно, что происходит с футболом […]. В последние несколько лет в Италии и Португалии было много доказанных случаев коррупции. […] Есть люди, которые хотят выиграть так много, что готовы нарушать правила в самых непристойных формах. Одна вещь меня удивляет больше всего, это то, что они (команды-фигуранты) всегда одни и те же: «Ювентус», «Порту»…
Скандал «Apito Dourado» ударил не только по репутации португальского футбола, но и всей португальской уголовно-процессуальной системы. Одно из самых больших противоречий заключалось в том, что у прокуроров не было «никаких сомнений» по поводу заявления судебной полиции, что Пинту да Кошта убрал свой офис перед проведением обыска. Однако, так как источник утечки информации не получилось определить, обвинение было отклонено. Предметом споров стало решение суда оштрафовать судей низших лиг. Один из таких споров разгорелся из-за того, что судьи не приобщили к материалам дела в качестве доказательства золото, послужившее взяткой. Широкие дебаты также были вызваны соотношением между правом на неприкосновенность частной жизни (в этом случае как часть утверждения, что несанкционированные прослушки не должны считаться достаточными доказательствами) и требованиями более сурового судейства, независимо от права на личную жизнь подозреваемых в совершении преступлений.
Кодовые слова, использованные в записях с тех пор, стали распространенным элементом португальского футбольного жаргона. Такие выражения, как «fruta para dormir» (рус. переспать с фруктами), «чёрный кофе» и «латте» (со ссылкой на цвет кожи проституток), «rebuçado» (рус. конфеты) используются как болельщиками, так и клубными чиновниками, чтобы издеваться и атаковать словесно клубы, связанные с «Apito Dourado»: «Порту», «Боавишту», «Насьонал» и «Гондомар».
В 2013 году CMTV, дочерний телеканал газеты «Correio da Manhã», снял фильм об «Apito Dourado», приуроченный к десятилетию скандала, в съёмках использовались уже известные записи телефонных разговоров, а также ранее неизвестные материалы.